# Plac Bolesława Chrobrego w Bielsku-Białej
Plac Bolesława Chrobrego – plac w śródmieściu Bielska-Białej (w administracyjnej dzielnicy Śródmieście Bielsko, na historycznym Dolnym Przedmieściu), centralny punkt miasta i jego najważniejsza przestrzeń publiczna.
Powstał w połowie XIX wieku i z czasem, na skutek położenia na skrzyżowaniu głównych ciągów komunikacyjnych, stał się centralnym placem miasta, konkurując z rynkiem staromiejskim. Obecna płyta placu Chrobrego z fontanną jako centralnym punktem i szerokimi schodami powstała w 2003. Wschodnią część stanowi jezdnia ul. 3 Maja, a południową – ul. Wzgórze. Dominantą placu jest przebudowany do obecnej postaci w XIX wieku zamek książąt Sułkowskich. Pozostałe budowle to kamienice (barokowe, neostylowe i modernistyczne) oraz modernistyczny gmach banku.
Potocznie zwany jest często Pigalem.

## Układ i płyta

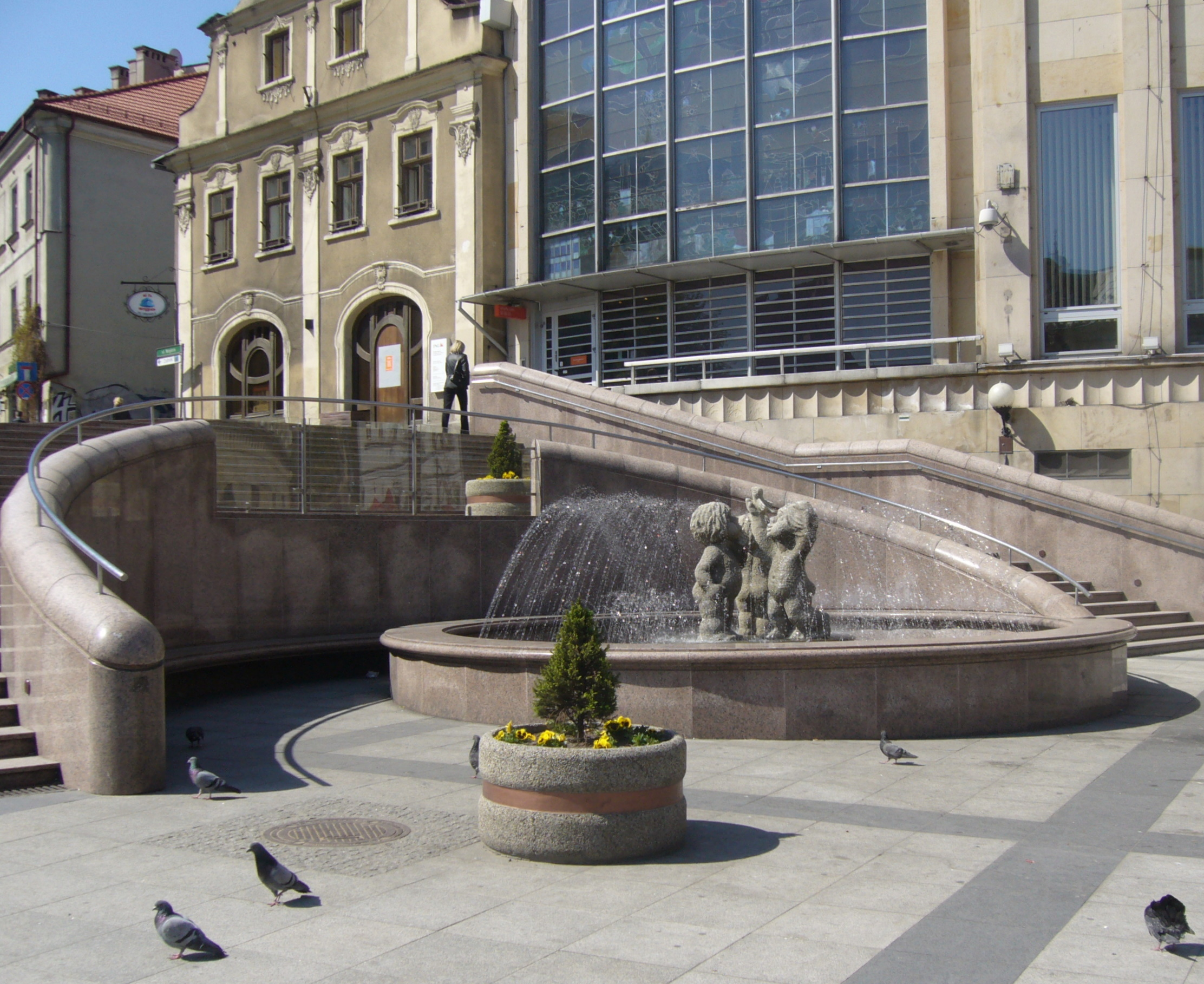
Fontanna

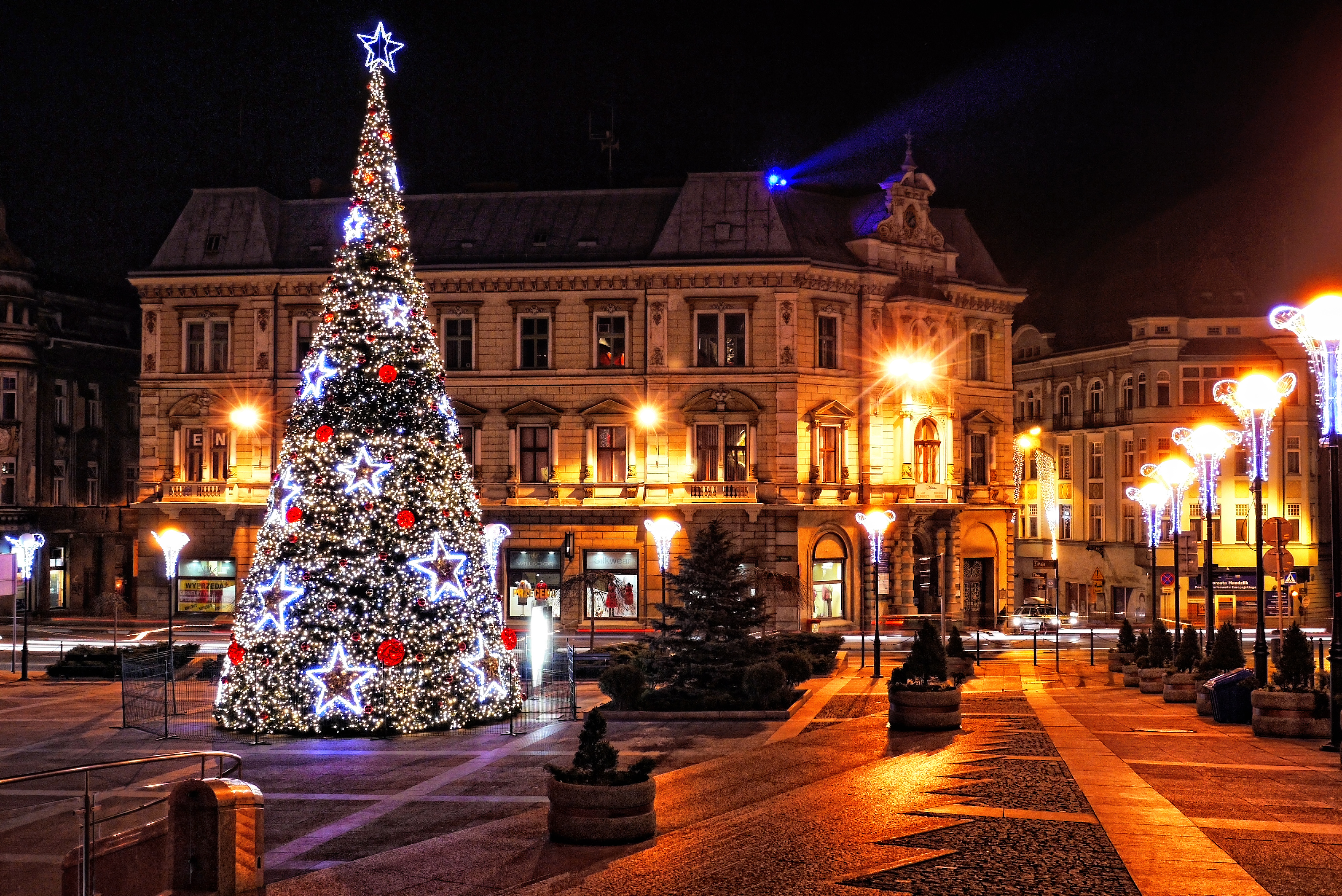
Plac w okresie bożonarodzeniowym

Plac jest zbliżony kształtem do kwadratu o wymiarach 60x60 m, o powierzchni 3600 m².
Od wschodu jest ograniczony pięciopasmową jezdnią ul. 3 Maja (wschodnia pierzeja placu według numeracji budynków należy do ul. 3 Maja), a od południa jednopasmową jezdnią ul. Wzgórze (zamek zamykający plac od południa według numeracji budynków należy do ul. Wzgórze). W południowo-wschodnim narożniku znajduje się skrzyżowanie z sygnalizacją świetlną, na którym krzyżują się: ul. 3 Maja (wybiega w kierunku północnym), ul. Wzgórze (przecina równoleżnikowo) i ul. Zamkowa (wybiega w kierunku południowym). Z narożnika południowo-zachodniego wybiegają: ul. Wzgórze na południowy zachód (ponadto stanowi ona południową część samego placu) i ul. Orkana na zachód. Z narożnika północno-zachodniego wybiegają: ul. Krasińskiego (na północ) i ul. Nad Niprem (na zachód). Z narożnika północno-wschodniego (poza ul. 3 Maja, która przecina go południkowo) wybiega na wschód ul. Przechód, mająca z placem połączenie wyłącznie poprzez przejście podziemne. Ponadto północną pierzeję przecina wlot ul. Mickiewicza.
Poza jezdniami ulic 3 Maja i Wzgórze, płyta placu (wyłączona z ruchu kołowego) ma nawierzchnię granitowo-bazaltową. Szary granit przetykany czarnym bazaltem układa się w formę kratownicy. W zachodniej części znajduje się fontanna z rzeźbą trzech nagich chłopców autorstwa Mieczysława Hańderka z końca lat 70. XX wieku. Stanowi ona centralny element „Pigala”. Po wschodniej stronie fontanny znajdują się szerokie schody, prowadzące ku południowo-zachodniemu narożnikowi położonemu wyżej od reszty placu, mogące pełnić funkcję widowni dla imprez plenerowych. W części północno-zachodniej znajduje się kilka pojedynczych drzew otoczonych ławkami i w okresie letnim, ogródkami piwnymi. Pomiędzy jezdnią ul. Wzgórze a bryłą zamkową urządzono skwer. Inne zielone elementy to: pas pomiędzy jezdnią ul. 3 Maja a pozostałą częścią obsadzony krzewami iglastymi, liczne klomby kwiatowe w części południowej i wschodniej, a w okresie bożonarodzeniowym choinka umiejscowiona w części wschodniej. W części północno-wschodniej znajduje się wejście (schody i winda dla niepełnosprawnych) do przejścia podziemnego łączącego pl. Chrobrego z ul. Przechód. Wszystkie elementy, z których składa się płyta placu (fontanna, schody itd.) utrzymane są w kolorystyce różowej.

## Historia

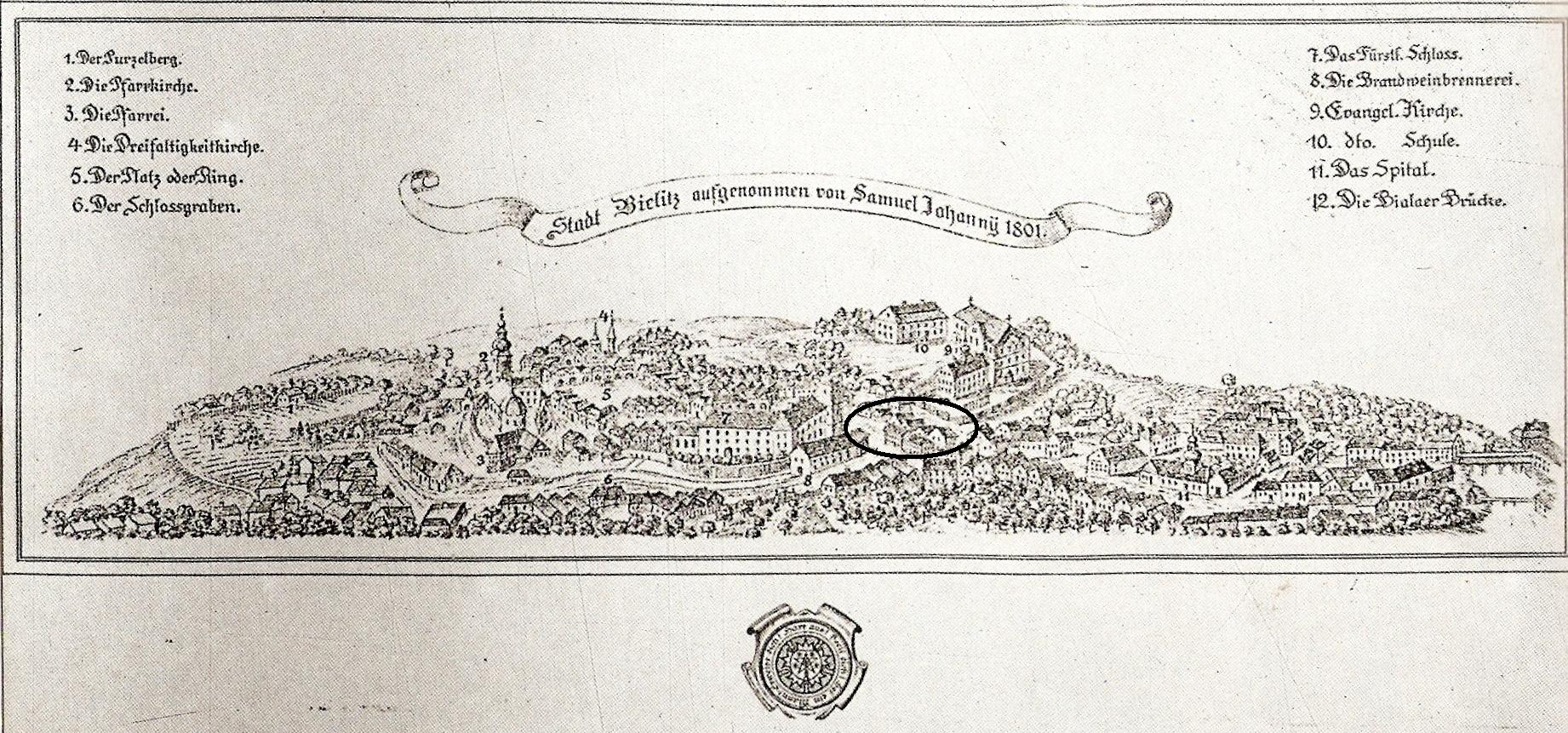
Miejsce, gdzie później powstał Pechring w 1801 (zaznaczone kółkiem)

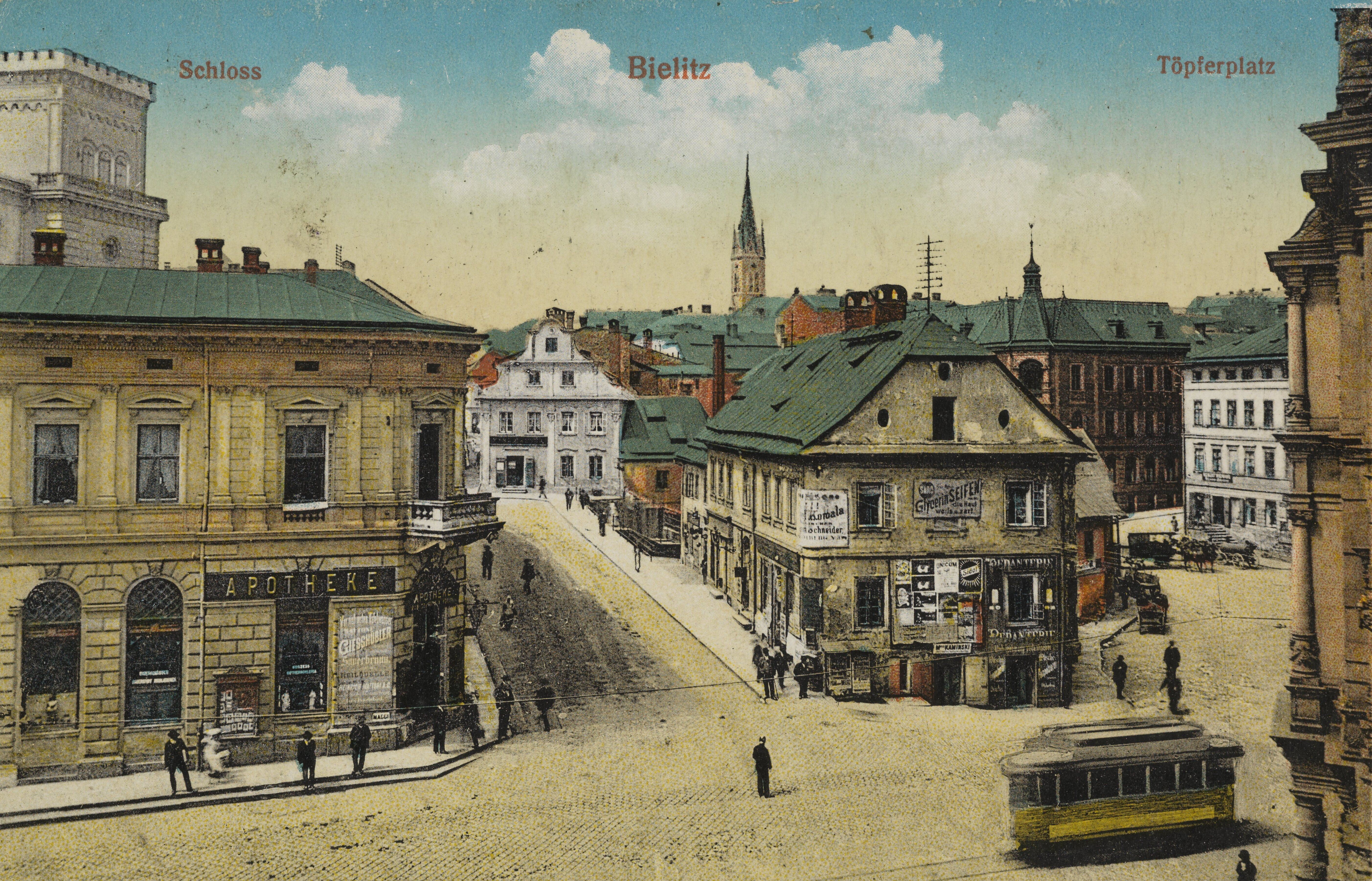
Widok na Töpferplatz z ulicy Stadtberg około 1914. W centrum widoczny dom Tobiasa, a po lewej stronie narożnik Bazarów Zamkowych

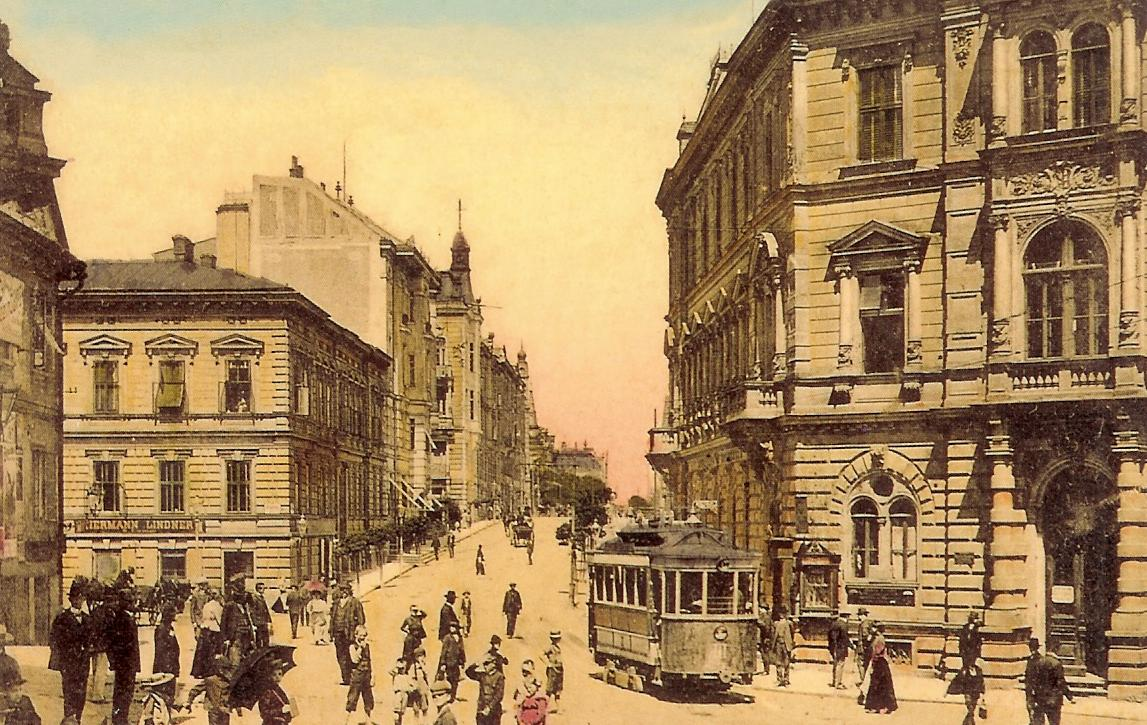
Tramwaj przejeżdżający przez Töpferplatz w 1909

Dzisiejszy plac Chrobrego, zwany pierwotnie Pechring czyli plac Smolnym, zaczął się kształtować w połowie XIX wieku. Wcześniej miejsce to wypełniały dwa nieregularne bloki zabudowy przecięte młynówką Niper, do której w obecnym południowo-wschodnim narożniku uchodziła młynówka zamkowa. Dopiero kiedy wyburzono północny z tych bloków zabudowy oraz skanalizowano Niper i młynówkę (co nastąpiło odpowiednio w 1863 i 1882) można mówić o miejskim placu w tym miejscu.
W II połowie XIX wieku Dolne Przedmieście zyskało na znaczeniu kosztem Starego Miasta. Dzielnica stała się głównym kierunkiem rozwoju urbanistycznego miasta. Powstawały tu kamienice, wille fabrykanckie i gmachy użyteczności publicznej. Spowodowało to wzrost znaczenia Pechringu, przemianowanego w 1890 na Töpferplatz (plac Garncarski), jednej z dwóch głównych przestrzeni publicznych Dolnego Przedmieścia (obok dzisiejszego pl. Smolki). Decydująca dla historii obecnego „Pigalu” była budowa nowego dworca kolejowego na północnych obrzeżach miasta (linia kolejowa biegła dokładnie pod placem poprzez zbudowany w 1874 tunel kolejowy). Wytyczono ku niemu ze śródmieścia reprezentacyjną aleję, Franz-Josef-Straße (dziś 3 Maja). Ona oraz jej przedłużenia w kierunku południowym (Schlossgraben, Pastornak i Bleichstraße, dzisiejsze ulice: Zamkowa, 1 Maja i Partyzantów) stały się nową osią urbanistyczną szybko rozwijającego się miasta, a ich początkiem był właśnie Töpferplatz, przez który przechodził również główny ciąg komunikacyjny ze wschodu na zachód (XVIII-wieczny trakt cesarski, którego fragmentem była ulica Stadtberg (Wzgórze)). Ponadto z placu wybiegały Gisela– i Elisabethstraße (dzisiejsze: Krasińskiego i Mickiewicza) – ulice równoległe do Franz-Josef-Straße i mające równie reprezentacyjny charakter. Takie usytuowanie placu Garncarskiego spowodowało, że stał się centralnym punktem Bielska. Znaczenie Töpferplatzu jako centrum miasta zostało podkreślone w planie regulacji miasta z lat 1898-1899 autorstwa Maxa Fabianiego.
Doprowadziło to do radykalnych zmian w zabudowie. Do zamku – który w latach 1855-1864 przebudowano według projektu Emanuela Rosta seniora, Johanna Pötzelmeyera i Juliusa Appelta tak, że m.in. powstała nowa fasada zwrócona, wbrew układowi wnętrz, ku placowi – dobudowano kilka jednopiętrowych kamienic, stanowiących część tzw. Bazarów Zamkowych, rozbierając jednocześnie zewnętrzną linię obwarowań miejskich. Pozostałe pierzeje (z wyjątkiem zachodniej) zabudowano kilkupiętrowymi neostylowymi kamienicami o funkcjach mieszkalno-usługowych. Ze starej zabudowy zachowała się jedynie barokowa kamienica Kałuży na rogu Kohlengasse (dziś Orkana) oraz parterowy dom na rogu Elisabethstraße (dziś Mickiewicza). Max Fabiani przygotował też – nigdy nie zrealizowany (choć poważnie brany pod uwagę) – projekt przebudowy placu i usytuowania na nim nowego ratusza miejskiego. Na początku lat 20. XX wieku wyburzono wolno stojący w południowej części placu XVIII-wieczny dom Tobiasa. Wówczas najważniejsza przestrzeń publiczna miasta uzyskała swój obecny kształt.
Pod koniec XIX wieku plac stał się ważnym punktem dla komunikacji miejskiej. Znajdował się na trasie utworzonej w 1895 linii tramwajowej z przystankiem Sparkasse (po 1918 Kasa Oszczędności) we wschodniej części placu, natomiast w części centralnej powstały postoje fiakrów, omnibusów, a w późniejszym okresie także taksówek.

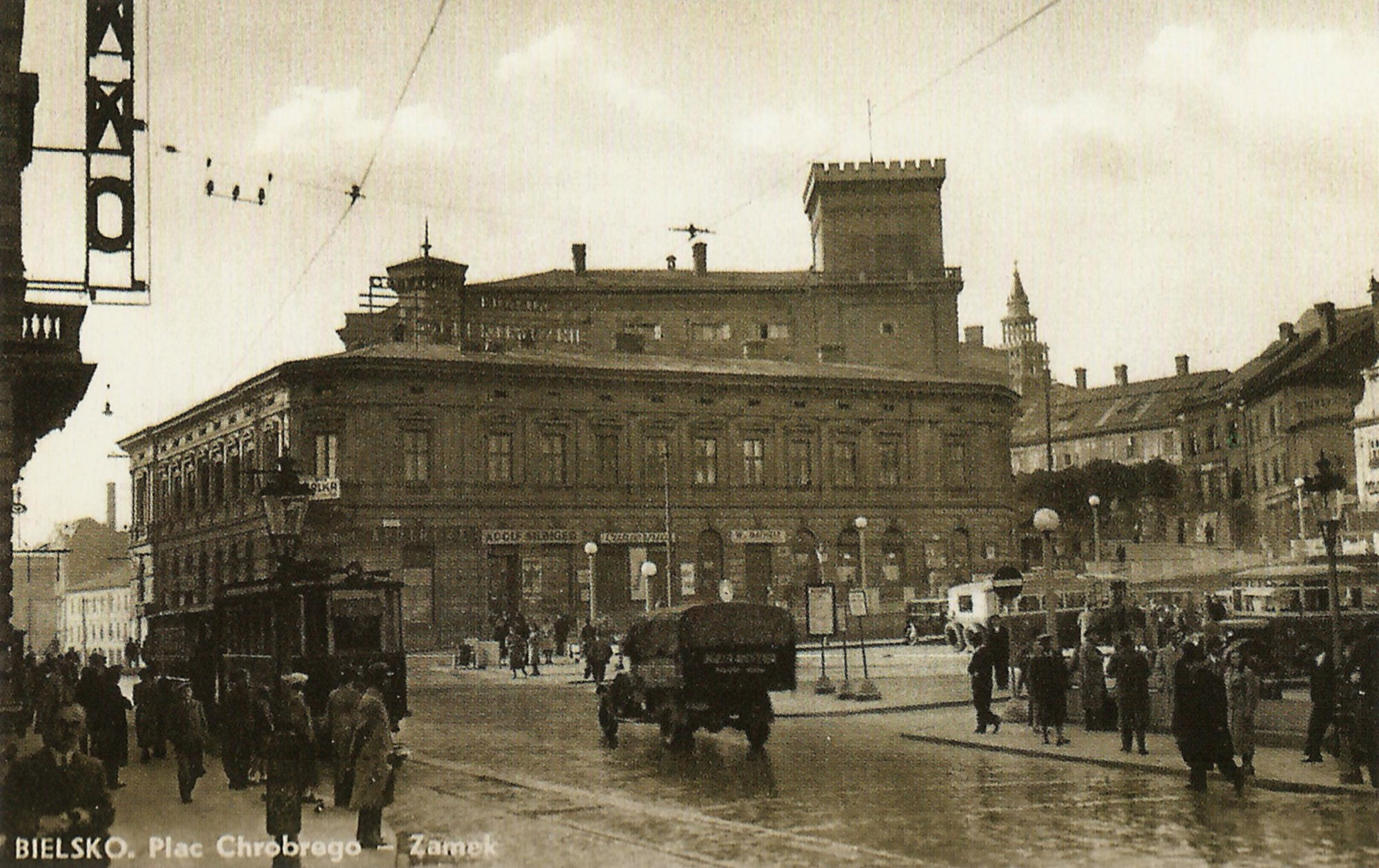
Widok na zamek i Bazary Zamkowe w latach 30.

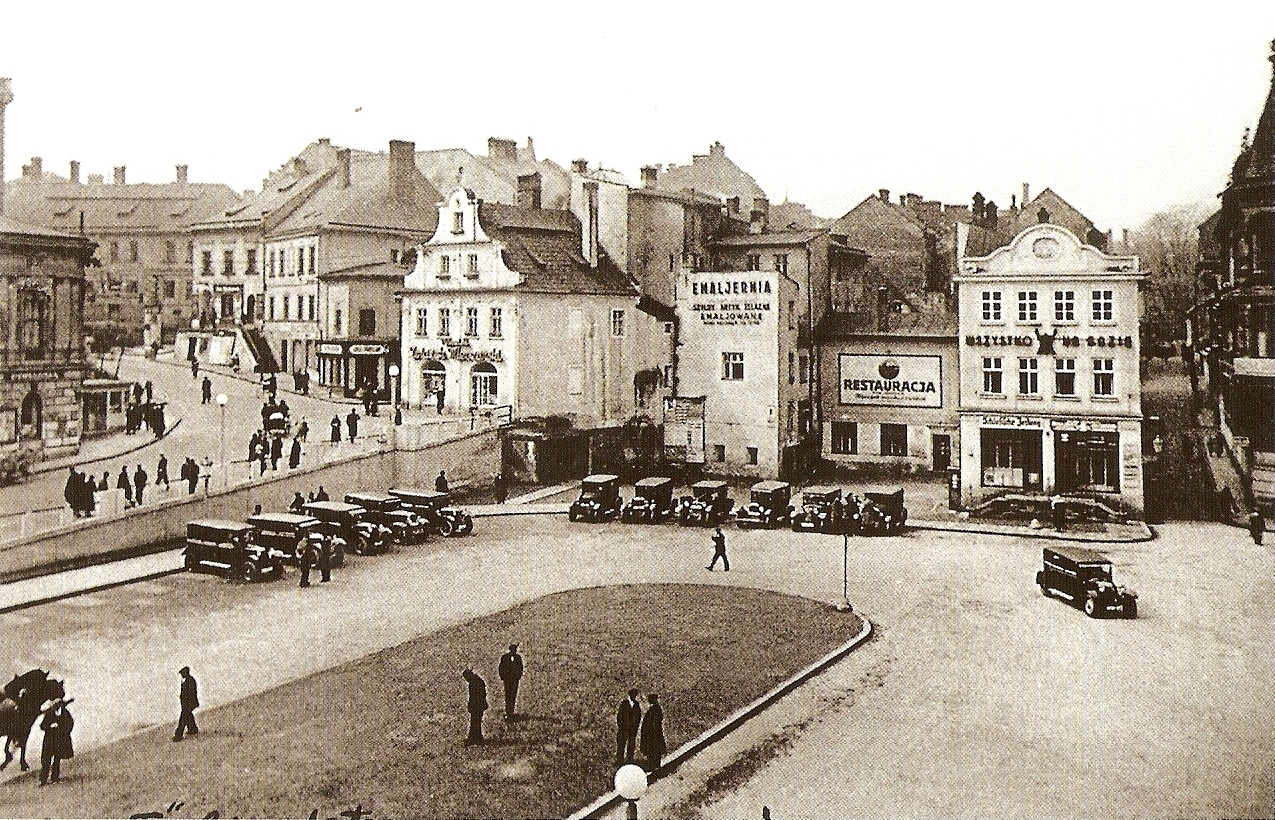
Widok zachodniej pierzei placu przed wybudowaniem nowego gmachu Komunalnej Kasy Oszczędności

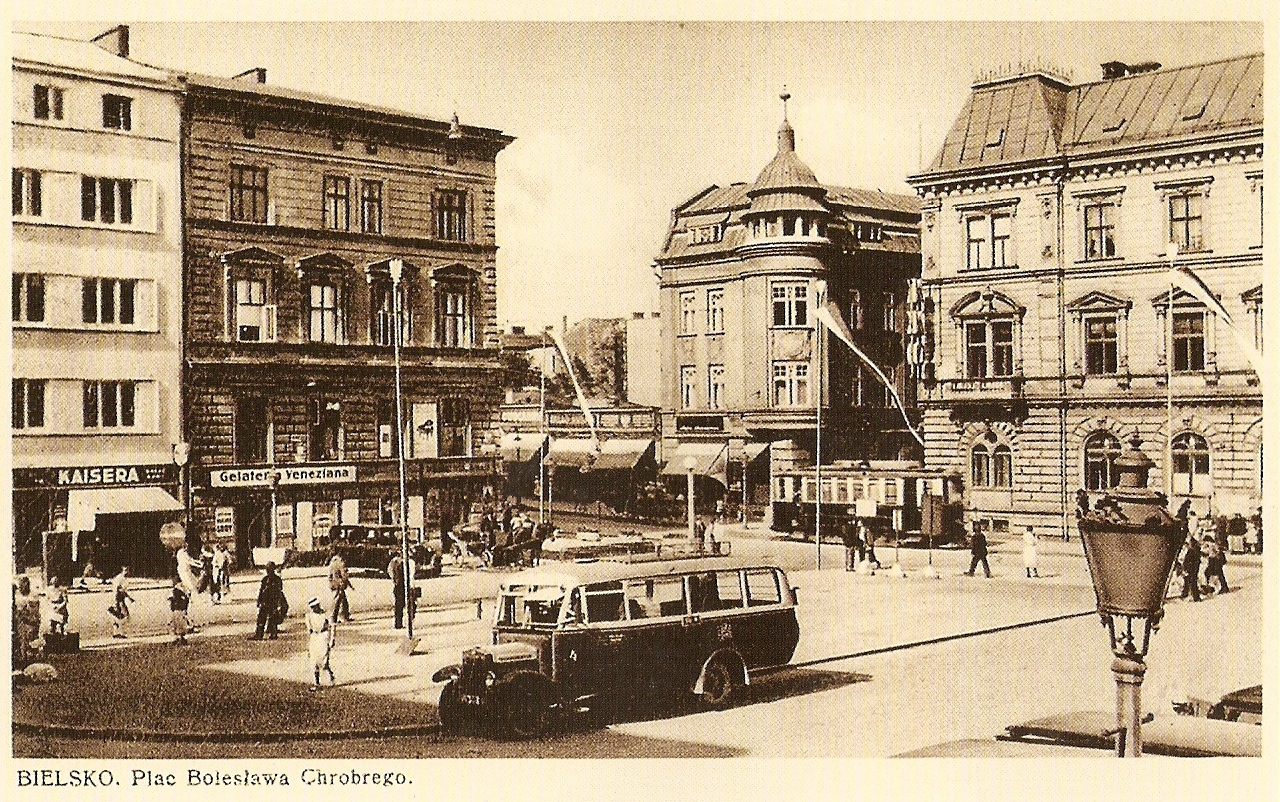
Plac Chrobrego w 1937 roku

W dwudziestoleciu międzywojennym, ze względu na rozwój komunikacji samochodowej, na placu noszącym od 1925 obecną nazwę, wydzielono jezdnię łączącą narożnik północno-zachodni z ulicą 3 Mają (dawną Franz-Josef-Straße). Wkrótce plac Chrobrego stał się placem parkingowym. W 1927 wybudowano na nim duży przystanek autobusowy – do lat 60. XX w. serce bielskiej komunikacji autobusowej. Ponadto istniała w tym miejscu stacja benzynowa.
W latach 30. dokonano zamknięcia kompozycyjnego placu od zachodu, budując modernistyczny gmach Komunalnej Kasy Oszczędności oraz wyburzono parterowy dom na rogu ul. Mickiewicza, gdzie powstała trzypiętrowa kamienica (także w stylu modernistycznym).
3 września 1939 polscy saperzy wysadzili w powietrze tunel kolejowy biegnący pod placem, co na długie miesiące spowodowało wielkie utrudnienia w ruchu, szczęśliwie jednak nie zostały uszkodzone żadne budynki. Nazwę plac wkrótce zmieniono na Adolf-Hitler-Platz (plac Adolfa Hitlera. Do poprzedniej nazwy powrócono w 1945.

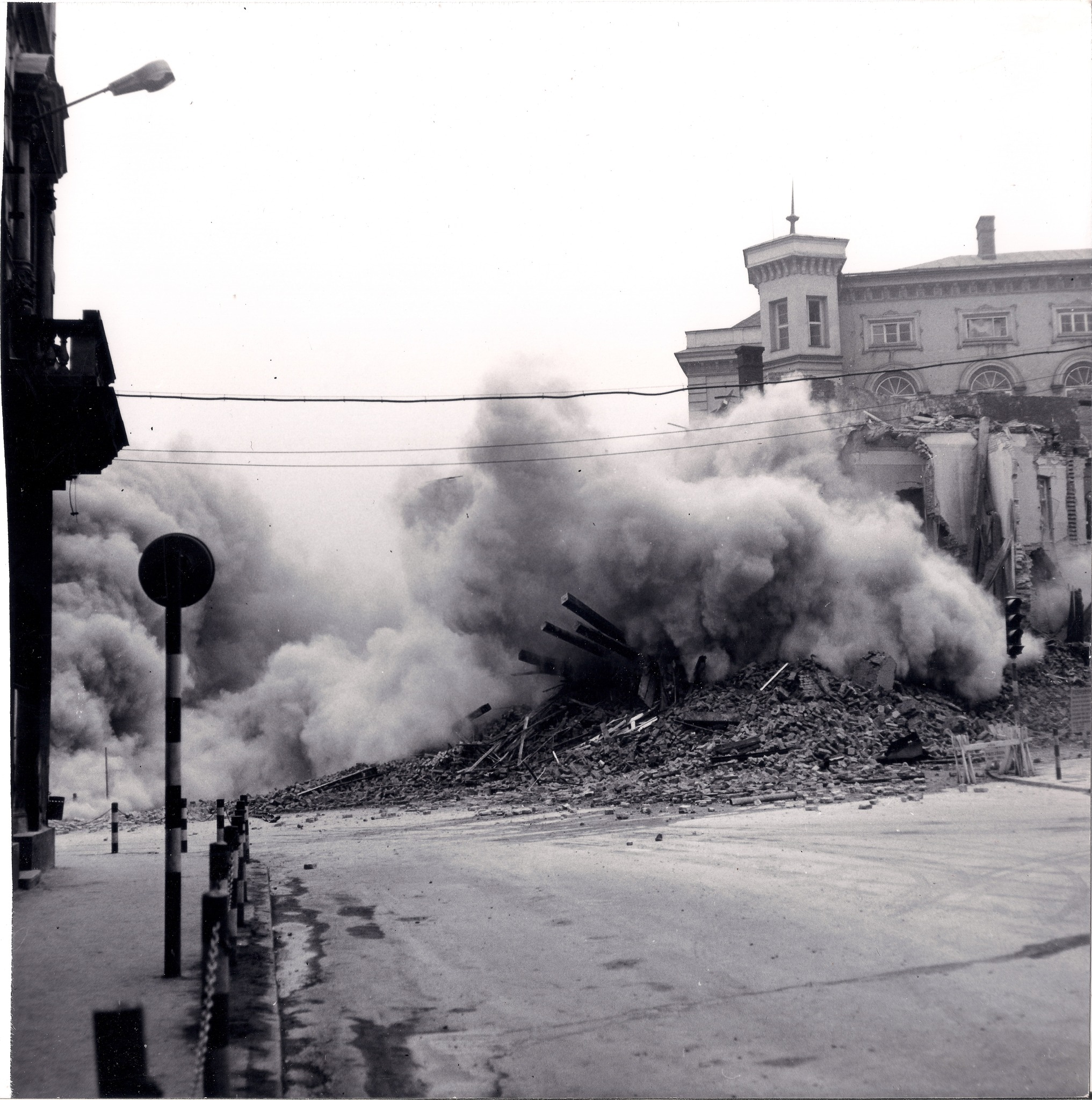
Wyburzanie tzw. Bazarów Zamkowych (1974)

W latach 60. na przejściu dla pieszych w północno-wschodnim narożniku placu oraz na skrzyżowaniu ul. Lenina (obecnie 3 Maja), Kosmonautów (obecnie Wzgórze) i Zamkowej zostały zainstalowane pierwsze w mieście sygnalizatory świetlne.
W 1971 zlikwidowano biegnąca przez plac (w ciągu ul. Lenina) linię tramwajową. Trzy lata później podczas poszerzania ulicy Zamkowej dokonano wyburzenia Bazarów Zamkowych z 1899 stanowiących południową pierzeję ul. Kosmonautów, eksponując przy tym fasadę zamku Sułkowskich i odsłaniając powstały pod koniec XIX wieku mur oporowy; w miejscu starej zabudowy urządzono skwer. Działania te miały na celu usprawnienie ruchu w centrum, jednak budzą do dziś wiele kontrowersji.

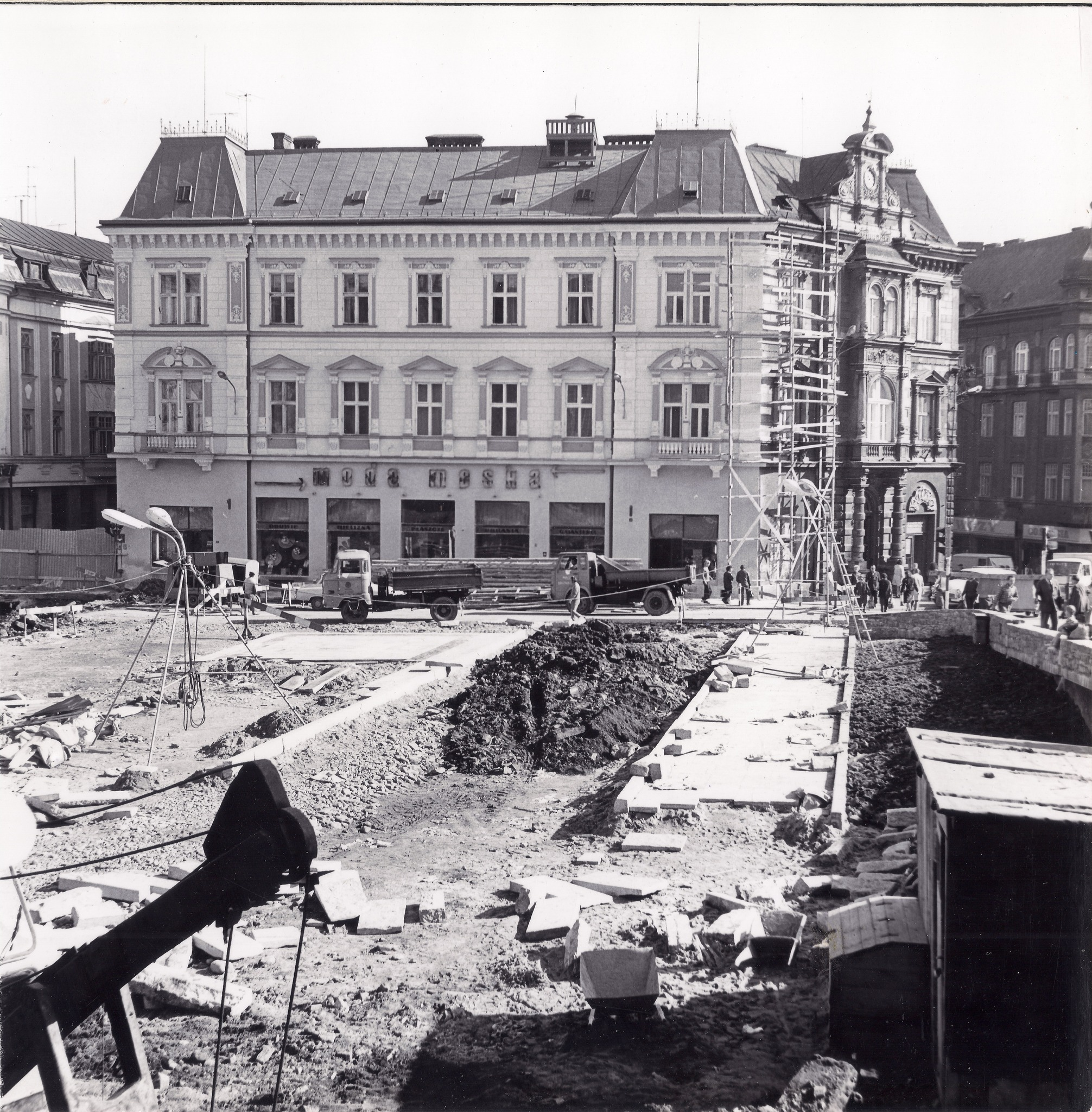
Przebudowa placu w 1976

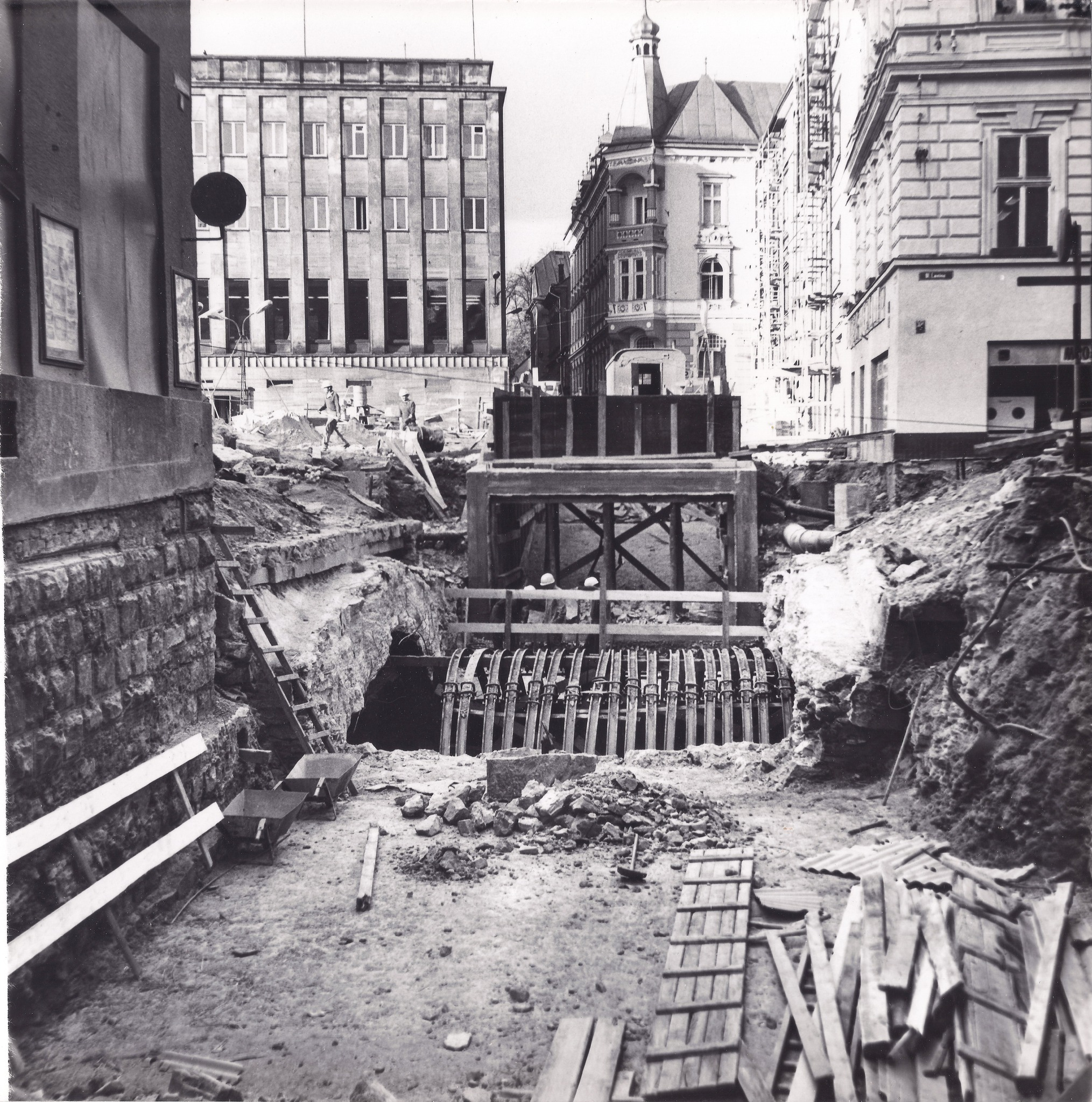
Budowa przejścia podziemnego (1976)

W 1976 doszło do wielkich zmian w wyglądzie placu. Zlikwidowano parking, jezdnię łączącą narożnik północno-zachodni z ul. Lenina oraz przystanek autobusowy, przekształcając plac w strefę pieszą. Wybudowano przejście podziemne łączące go z ul. Przechód (jednocześnie likwidując przejście dla pieszych w północno-wschodnim narożniku). W części południowej urządzono tereny zielone z krzewami i drzewami iglastymi, a w części południowo-zachodniej powstała fontanna z rzeźbą trzech nagich chłopców autorstwa Mieczysława Hańderka.
Taki kształt placu Chrobrego utrzymał się do roku 2002, kiedy rozpoczęto kolejną przebudowę. W ciągu roku zrealizowano projekt Marka Gronnera i Pawła Rączki, zakładający wyeksponowanie fontanny, budowę nowych schodów łączących wyżej położony narożnik południowo-zachodni z pozostałą częścią płyty i jednocześnie pełniących funkcję widowni dla imprez plenerowych, budowę windy dla niepełnosprawnych, ułatwiającej korzystanie z przejścia podziemnego, a także wymianę nawierzchni, ujednolicenie kolorystyki poszczególnych elementów placu i likwidację terenów zielonych w części południowej. Kosztująca 3,6 mln zł przebudowa zakończyła się z opóźnieniem zimą 2003 Nowy plac okazał się być w złym stanie technicznym i w atmosferze skandalu (po ugodzie wykonawcy, firmy Silbudex, z Miejskim Zarządem Dróg i uiszczeniu 160 000 zł kary) w marcu 2003 rozpoczęły się prace poprawkowe, zakończone w kwietniu tego samego roku.
W XXI wieku przystąpiono do rewitalizacji obszarów zabytkowych w Bielsku-Białej. Spośród obiektów znajdujących się przy placu największą realizacją była kilkuetapowa renowacja zamku książąt Sułkowskich w latach 2001–2008. Większość kamienic także posiada odnowione elewacje.

## Zabudowa
Dominantą placu jest zamek książąt Sułkowskich, zamykający go od południa. Został wzniesiony w XIV wieku staraniem księcia cieszyńskiego Przemysława I Noszaka i przez kolejne stulecia służył jako jedna z siedzib Piastów cieszyńskich. Jest typem zamku miejskiego od początku włączonego w system fortyfikacji Bielska i będącego zarazem najsilniejszym elementem jego obwarowań. Pełnił także rolę śląskiej warowni granicznej, strzegąc granicy dzielnicowej i państwowej na Białej. Od końca XVI wieku rola obronna zamku malała i przekształcał się on coraz bardziej w rezydencję szlachecką, stanowiąc od 1572 centrum administracyjno-gospodarcze państwa bielskiego oraz siedzibę jego właścicieli, od 1752 w postaci rodu Sułkowskich. Na skutek licznych przebudów zatarte zostały jego dawne cechy stylowe. Ostatnia z nich miała miejsce w latach 1855—1864, wtedy powstała m.in. eklektyczna fasada zwrócona ku placowi. Obecnie jest siedzibą Muzeum Historycznego w Bielsku-Białej.
Pierzeję zachodnią tworzą dwa kontrastujące za sobą budynki. Na rogu ul. Orkana znajduje się jednopiętrowa barokowa kamienica Kałuży z drugiej połowy XVIII wieku – jedyna pozostałość dawnej zabudowy placu i jeden z niewielu przykładów XVIII-wiecznej architektury na Dolnym Przedmieściu. Sąsiaduje z nią modernistyczny gmach bankowy (pierwotnie Komunalna Kasa Oszczędności, przez 2014 siedziba ING Banku Śląskiego) zaprojektowany przez Pawła Juraszkę i ukończony w 1938. Składa się on z dwóch brył: umiejscowionego na cokole budynku właściwego w okładzinie piaskowcowej z trzema kondygnacjami ujętymi w jednolite podziały lizenowe oraz przeszklonego pawilonu, którego elewacja wypełniona jest witrażem przedstawiającym panoramę miasta i unoszącą się nad nią alegoryczną figurą Obfitości.
Pierzeja północna przedzielona jest na dwie części ul. Mickiewicza. Po jej zachodniej stronie, pomiędzy ulicami Krasińskiego a Mickiewicza, znajduje się dwupiętrowa kamienica wybudowana w końcu XIX wieku jako dom Gustava Eichhorna, a obecnie mieszcząca na parterze popularną kawiarnię „Mimoza”. Z kolei po stronie wschodniej położone są: na rogu ul. Mickiewicza modernistyczna trzypiętrowa kamienica z 1937 oraz na rogu ulicy 3 Maja trzypiętrowa kamienica Hermanna Lindnera z 1884 (rozbudowana w 1904) proj. Ernsta Lindnera i Theodora Schreiera, mieszcząca znaną cukiernię „Delicje”.
Pierzeję wschodnią, będącą jednocześnie częścią ul. 3 Maja, tworzy narożna kamienica zwana od niegdysiejszej restauracji Patria. Wybudowana została w 1889 jako pierwsza siedziba Komunalnej Kasy Oszczędności według projektu Carla Korna. Składa się z dwóch skrzydeł zbiegających się w stronę ściętego narożnika tworzącego fasadę. Elewacja budynku łączy w sobie elementy neorenesansowe i neobarokowe, natomiast wnętrze utrzymane jest w stylu neorokokowym i secesyjnym. Sąsiaduje z nim (według numeracji: 3 Maja 4–6) kompleks mieszkalno-biurowy zbudowany w 1909 według projektu Hansa Mayra i Theodora Mayera, którego integralną częścią jest ul. Przechód w formie pasażu. Narożnik ulic Zamkowej i Wzgórzee zajmuje neorenesansowa kamienica Giebnerów wzniesiona po 1878, perspektywa placu jes też otwarta na kamienicę Franza Kriegera (Wzgórze 20) – charakterystyczną trzypiętrową kamienicą o cechach wczesnomodernistycznych z 1913.

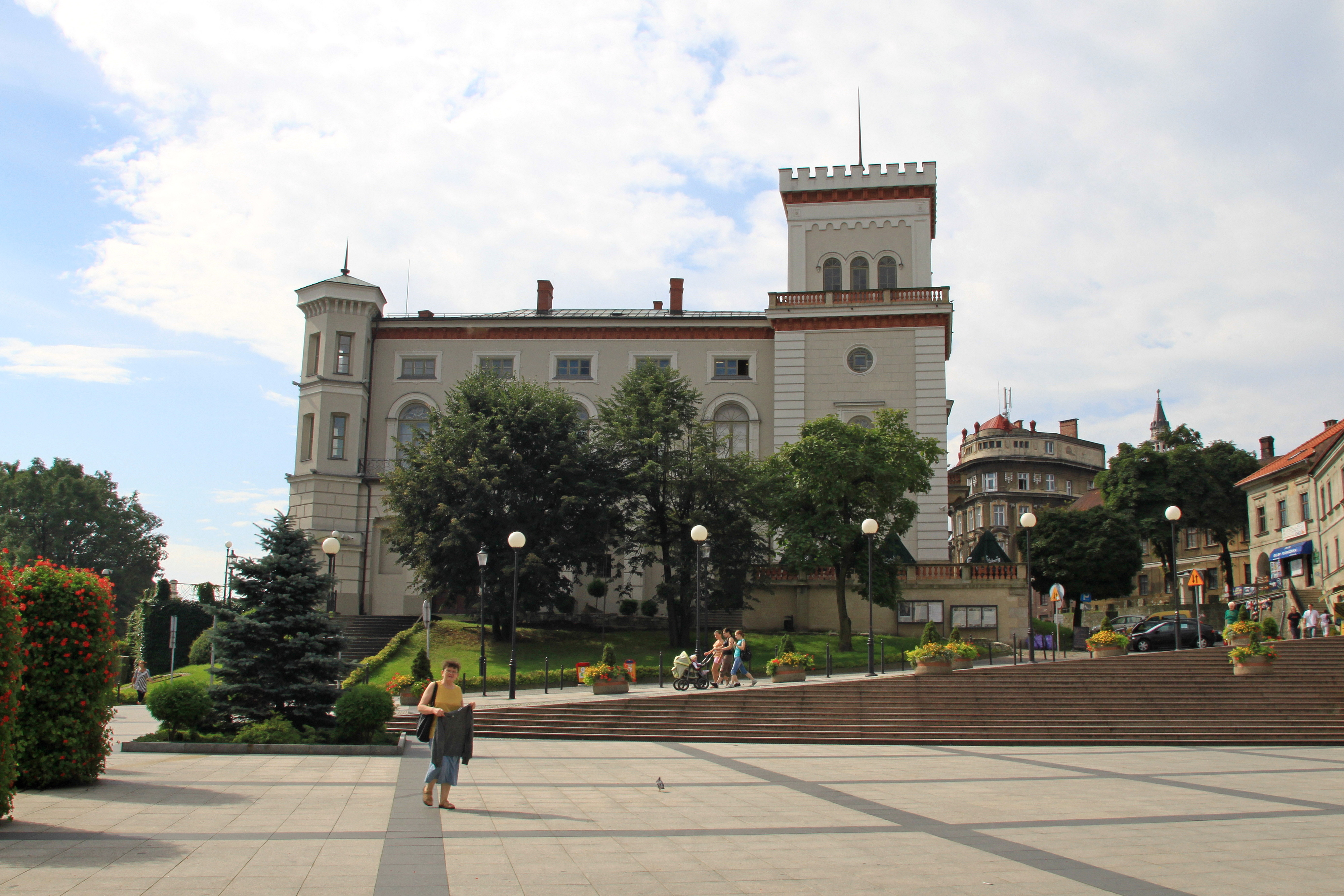
Zamek Sułkowskich z perspektywy placu
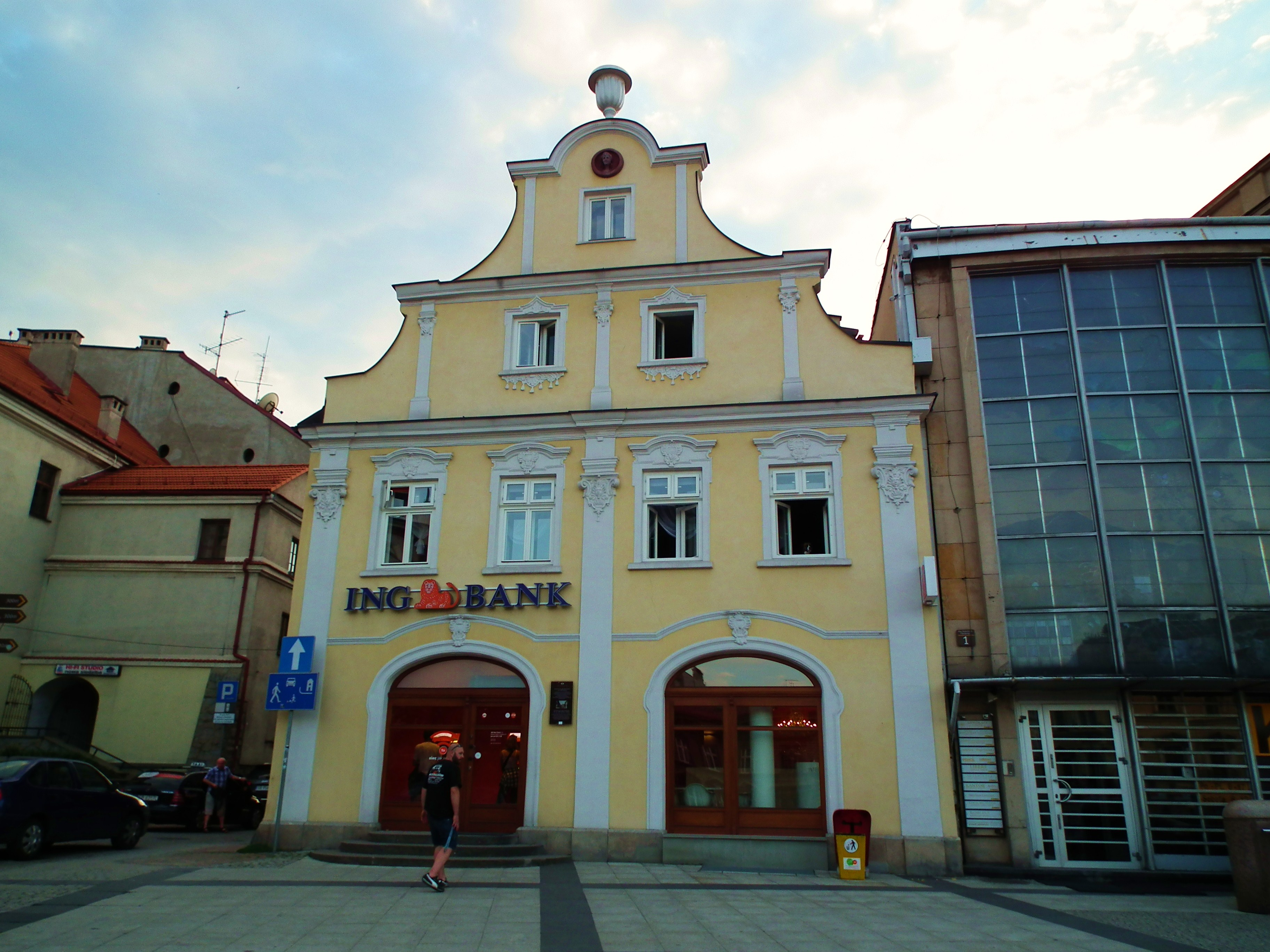
Kamienica Kałuży
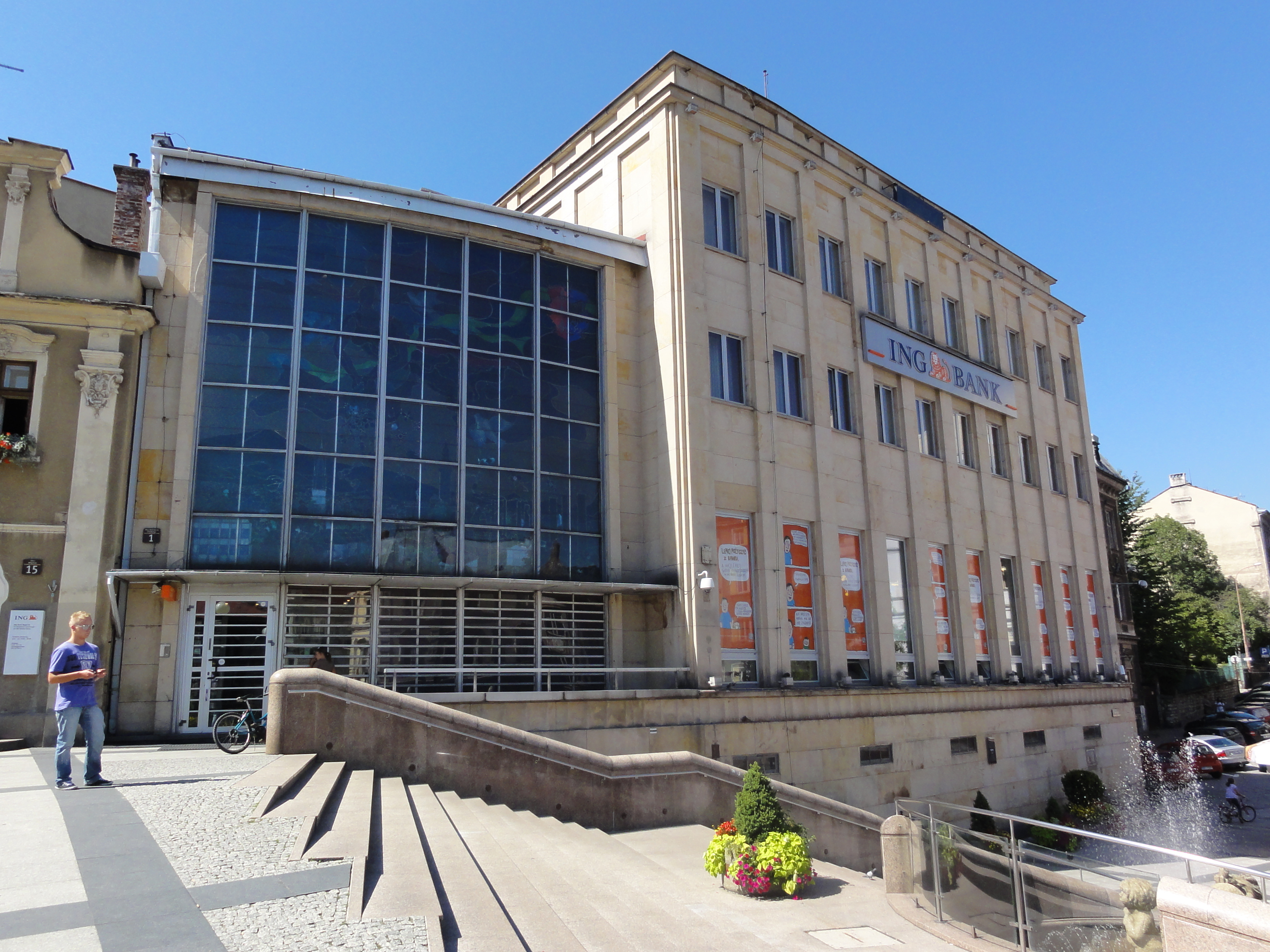
Nowa Komunalna Kasa Oszczędności
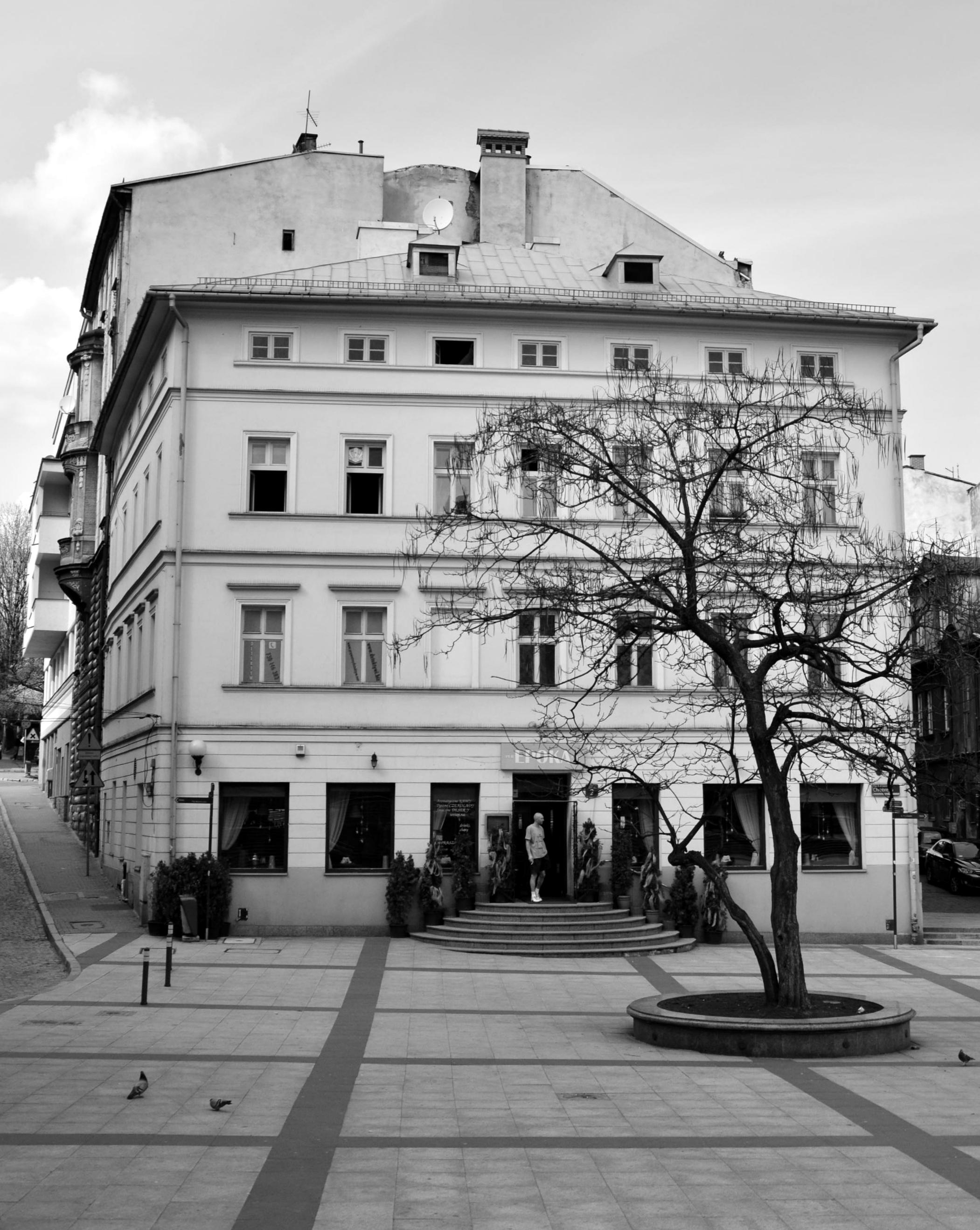
Kamienica Eichhorna
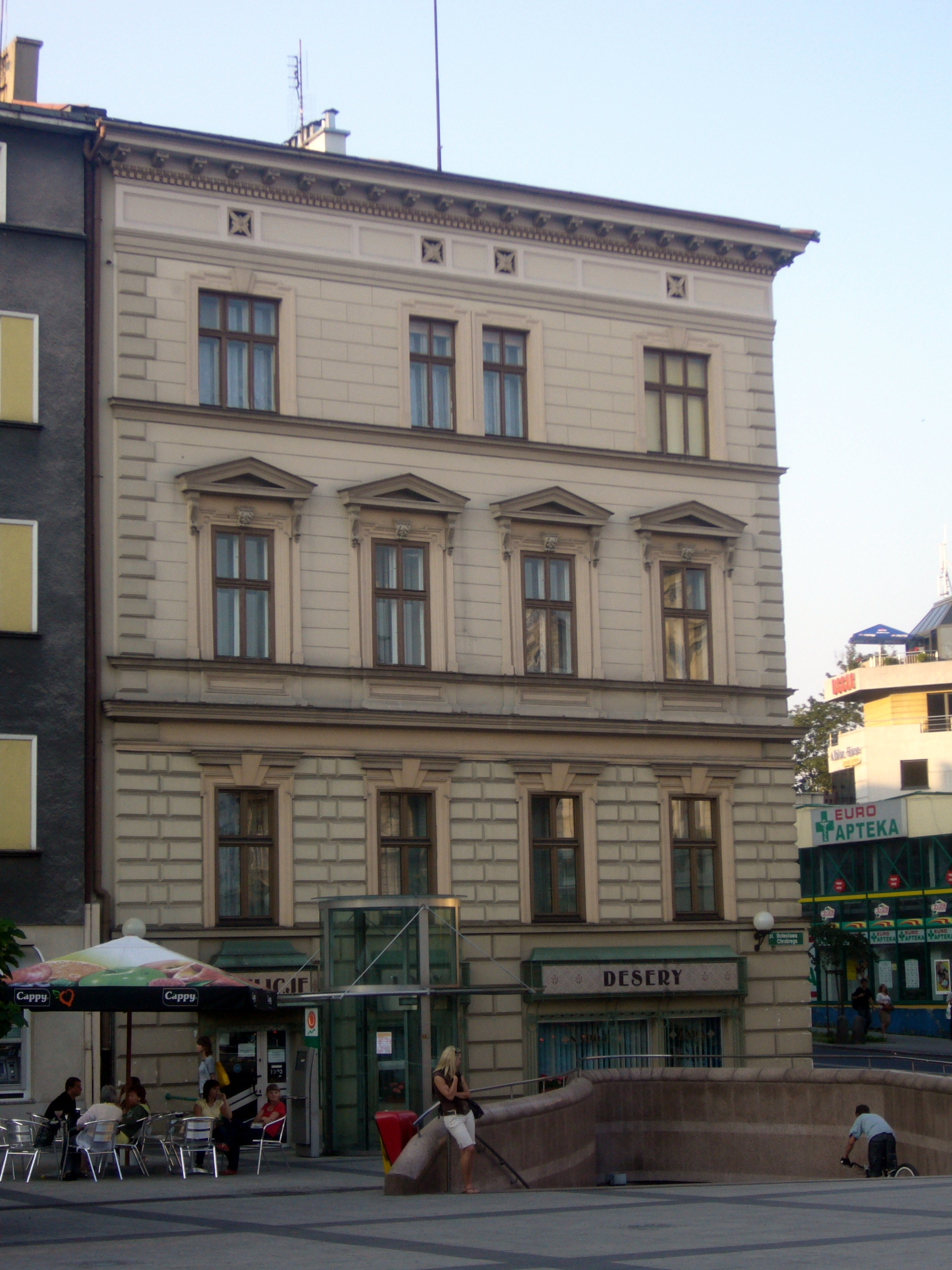
Kamienica Lindnera
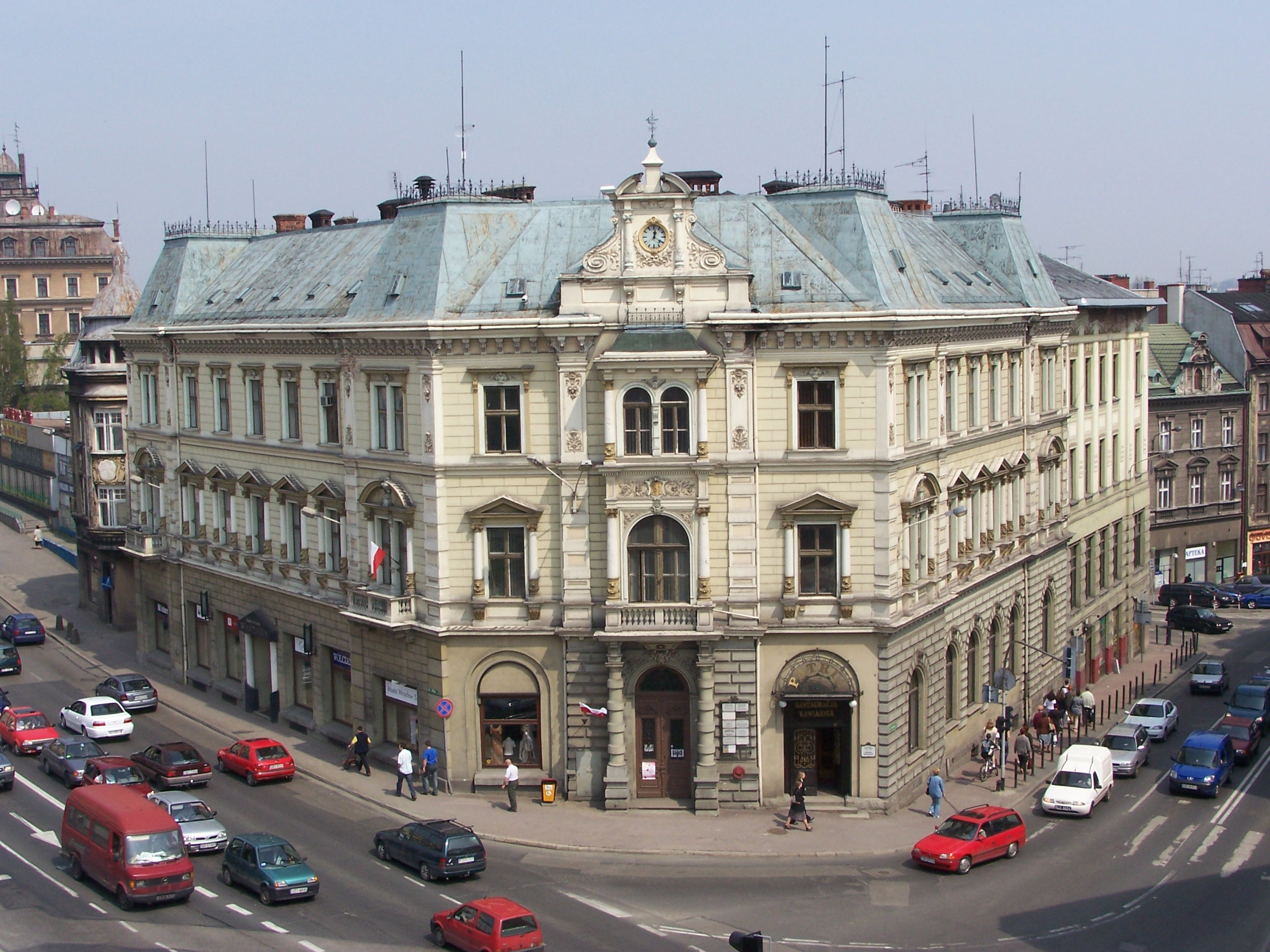
Stara Komunalna Kasa Oszczędności (Patria)
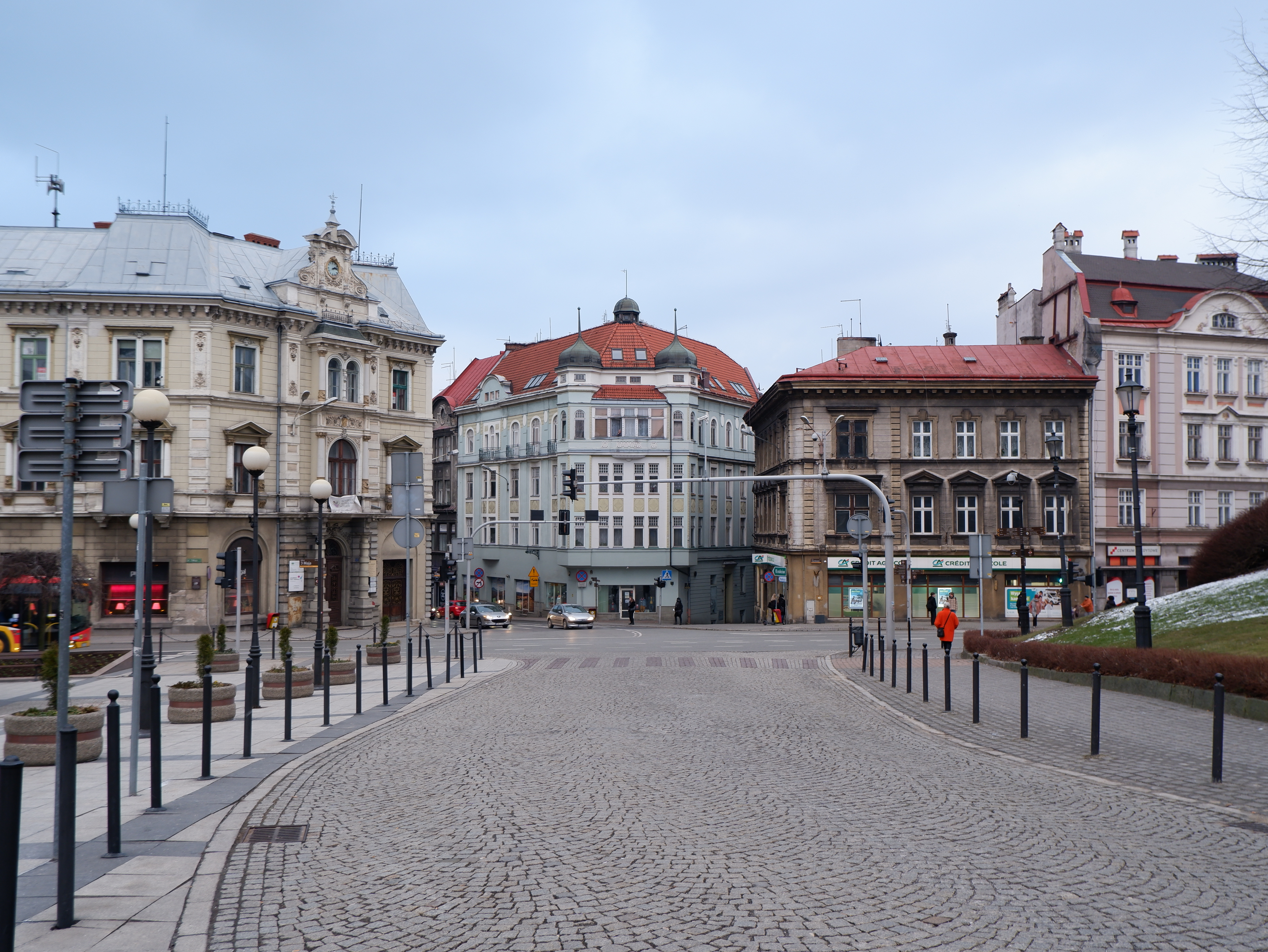
Narożnik południowo-wschodni z kamienicami Kriegera i Giebnerów

## Komunikacja miejska

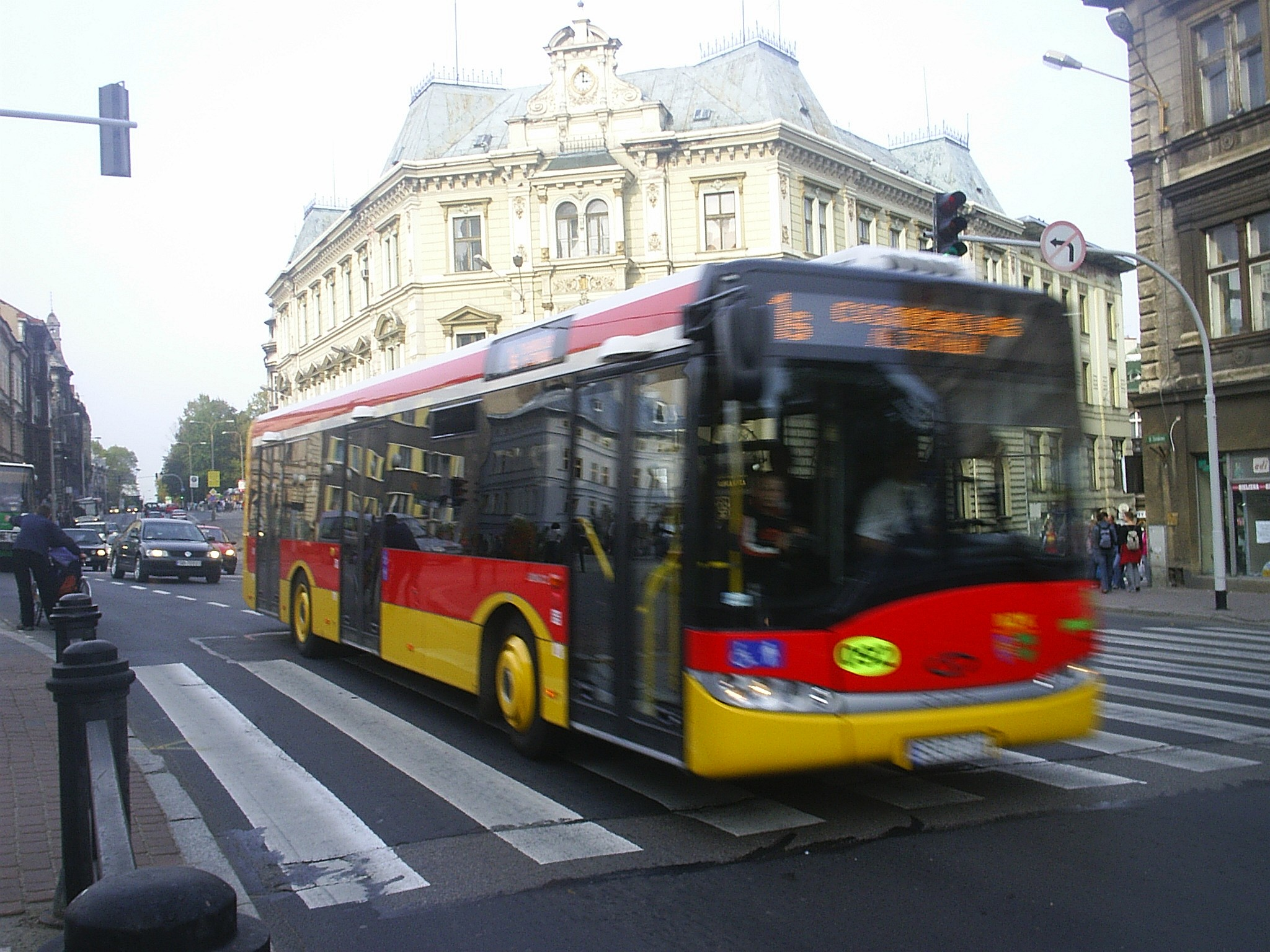
Autobus MZK Bielsko-Biała przejeżdżający przez plac Chrobrego

Od lat 70. XX wieku na placu nie zatrzymują się żadne autobusy komunikacji miejskiej. Niemniej ulica 3 Maja na odcinku stanowiącym część placu jest fragmentem tras dziewiętnastu (stan 2022) linii autobusowych MZK Bielsko-Biała.  Zatrzymują się one na przystanku Hotel Prezydent usytuowanym około 150 metrów na północ od pl. Chrobrego, który obsługuje również połączenia regionalne Komunikacji Beskidzkiej i prywatnych przewoźników w kierunku Szczyrku oraz Żywiecczyzny.